# Elwyn Berlekamp
Elwyn Ralph Berlekamp (6 de septiembre de 1940 - 9 de abril de 2019) fue un matemático estadounidense conocido por su trabajo en ciencias de la computación, teoría de códigos y teoría de juegos combinatorios. Fue profesor emérito de matemáticas y ciencias de la computación e ingeniería (CSE) en la Universidad de California, Berkeley.
Berlekamp fue el inventor de un algoritmo para factorizar polinomios, y fue uno de los inventores del algoritmo Berlekamp-Welch y los algoritmos Berlekamp-Massey, que se utilizan para implementar la corrección de errores Reed-Solomon.
Berlekamp también había participado activamente en la gestión del dinero. En 1986, inició estudios de teoría de la información sobre futuros financieros y de productos básicos.

## Vida y educación
Berlekamp nació en Dover, Ohio. Su familia se mudó al norte de Kentucky, donde Berlekamp se graduó de Ft. La escuela secundaria Thomas Highlands en Ft. Thomas, condado de Campbell, Kentucky. Mientras estudiaba en el Massachusetts Institute of Technology (MIT), fue becario de Putnam en 1961. Completó su licenciatura y maestría en ingeniería eléctrica en 1962. Continuando sus estudios en el MIT, terminó su Ph.D. en ingeniería eléctrica en 1964; sus asesores fueron Robert G. Gallager, Peter Elias, Claude Shannon y John Wozencraft.
Berlekamp tuvo dos hijas y un hijo con su esposa Jennifer. Vivió en Piedmont, California y murió en abril de 2019 a la edad de 78 años por complicaciones de la fibrosis pulmonar.

## Carrera
Berlekamp enseñó ingeniería eléctrica en la Universidad de California, Berkeley desde 1964 hasta 1966, cuando se convirtió en investigador de matemáticas en Bell Labs. En 1971, Berlekamp regresó a Berkeley como profesor de matemáticas y EECS, donde se desempeñó como asesor de más de veinte estudiantes de doctorado.
Fue miembro de la National Academy of Engineering (1977) y la National Academy of Sciences (1999). Fue elegido miembro de la American Academy of Arts and Sciences en 1996, y se convirtió en miembro de la American Mathematical Society in 2012. En 1991, recibió la medalla IEEE Richard W. Hamming, y en 1993, el Premio Claude Shannon.  En 1998, recibió un premio Golden Jubilee a la innovación tecnológica de la IEEE Information Theory Society.  Fue uno de los fundadores de Gathering 4 Gardner y estuvo en su junta durante muchos años. A mediados de la década de 1980, fue presidente de Cyclotomics, Inc., una corporación que desarrolló tecnología de códigos de corrección de errores.
Ha estudiado varios juegos, incluidos puntos y cajas, el zorro y los gansos y, especialmente, go. Berlekamp y el coautor David Wolfe describen métodos para analizar ciertas clases de finales de go en el libro Mathematical Go.
En 1989, Berlekamp compró la mayor participación en una empresa comercial llamada Axcom Trading Advisors. Después de que se reescribieron los algoritmos de negociación de futuros de la empresa, el Medallion Fund de Axcom obtuvo un rendimiento (en 1990) del 55%, neto de todas las comisiones de gestión y costes de transacción. Posteriormente, el fondo ha seguido obteniendo rendimientos anualizados superiores al 30% bajo la gestión de James Harris Simons y su Renaissance Technologies LLC.

## Berlekamp y Martin Gardner
Berlekamp era un amigo cercano del columnista de Scientific American Martin Gardner y era un miembro importante del grupo diverso y talentoso de personas que Gardner nutrió y actuó como un conducto; personas que inspiraron a Gardner y que a su vez se inspiraron en él. Berlekamp se asoció con John Horton Conway y Richard K. Guy, otros dos colaboradores cercanos de Gardner, para ser coautor del libro Winning Ways for your Mathematical Plays, lo que lo llevó a ser reconocido como uno de los fundadores de la teoría de juegos combinatorios. La dedicatoria de su libro dice: "A Martin Gardner, que ha llevado más matemáticas a más millones que nadie".
Berlekamp y Gardner tenían un gran amor por las matemáticas recreativas yeran fuertes defensores de estas. Las conferencias llamadas Gathering 4 Gardner (G4G) se llevan a cabo cada dos años para celebrar el legado de Gardner. Berlekamp fue uno de los fundadores de G4G y estuvo en su junta directiva durante muchos años.

## Publicaciones seleccionadas
- Block coding with noiseless feedback.  Tesis, Massachusetts Institute of Technology, Dept. of Electrical Engineering, 1964.
- Algebraic Coding Theory, New York: McGraw-Hill, 1968.  Revised ed., Aegean Park Press, 1984, ISBN 0-89412-063-8.
- (con John Horton Conway y Richard K. Guy)  Winning Ways for your Mathematical Plays.
  - 1a. edición, New York: Academic Press, 2 vols., 1982;[17] vol. 1, tapa dura: ISBN 0-12-091150-7, rústica: ISBN 0-12-091101-9; vol. 2, tapa dura: ISBN 0-12-091152-3, rústica: ISBN 0-12-091102-7.
  - 2a. edición, Wellesley, Massachusetts: A. K. Peters Ltd., 4 vols., 2001–2004; vol. 1: ISBN 1-56881-130-6; vol. 2: ISBN 1-56881-142-X; vol. 3: ISBN 1-56881-143-8; vol. 4: ISBN 1-56881-144-6.
- (con David Wolfe) Mathematical Go. Wellesley, Massachusetts: A. K. Peters Ltd., 1994.  ISBN 1-56881-032-6.[18]
- The Dots-and-Boxes Game. Natick, Massachusetts: A. K. Peters Ltd., 2000.  ISBN 1-56881-129-2.